# サークレット
サークレット（circlet）とは、冠のうち、アーチやキャップなどの内部被覆が無いものいう。
ギリシア語名のステパノ（stephanos）、ラテン語名コロナ・オペルタ（corona operta）、または単にオープン・クラウン（open crown）としても知られる。
古代の冠の多くは、流行のサークレットであった。とりわけ最初の英国君主の戴冠式用の冠である聖エドワード王冠もサークレットだったが、これはイングランド共和国期にオリバー・クロムウェルによって破壊された。
おとぎ話の中では、冠はしばしばサークレットの形に描かれ続けている。
20世紀には、メアリー・オブ・テックが使用したメアリー妃冠と、エリザベス・ボーズ＝ライアンが使用したエリザベス妃冠の2つのコンソート・クラウン（配偶者冠）が、ハーフアーチをクロス・パティーから着脱出来るよう考慮されたため、フープ・クラウンとしてもサークレットとしても身に着けることが出来た。
かつて王妃は、夫の死後コンソート・クラウンとしてサークレットだけ着用する場合があった。
アレクサンドラ・オブ・デンマーク（アレクサンドラ王妃、エドワード7世の未亡人）、メアリー・オブ・テック（メアリー王妃、ジョージ5世の未亡人）、エリザベス・ボーズ＝ライアン（エリザベス王妃、エリザベス2世母、ジョージ6世の未亡人）も皆この慣習に倣った。